# Starttoner
Een starttoner is een toner die meegeleverd kan worden met nieuwe laserprinters. De toner is slechts gedeeltelijk gevuld, waardoor deze gemiddeld slechts drie- à vierhonderd A4-pagina's kan afdrukken. De gebruiker wordt dan al vrij snel gedwongen om normale tonercassettes te kopen, die meestal tamelijk duur zijn.
Vooral bij goedkope kleurenlaserprinters is de prijs van een set normale tonercassettes vaak hoger dan die van een compleet nieuwe printer. Voor die merken die een volle toner meeleveren kan het daarom voordeliger zijn bij opraken van de toner gewoon een nieuwe printer aan te schaffen. Starttoner is bedoeld om deze praktijk te ontmoedigen.